# La Pensatriz Salmantina

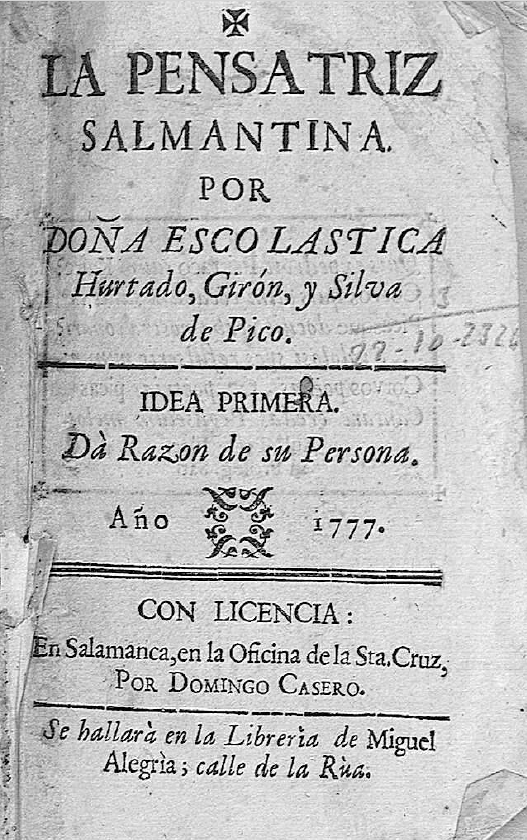
La Pensatriz Salmantina, 1777.

La Pensatriz Salmantina fue una publicación periódica para mujeres editada en Salamanca por Escolástica Hurtado Girón y Silva del Pico a partir del 16 de marzo de 1777. Fue una de las dos publicaciones para mujeres que se editaron en el siglo XVIII en España, junto con La Pensadora Gaditana (1763-1764).
Es la cabecera más antigua de las que pueden consultarse en la Biblioteca Virtual de Prensa Histórica, creada por el Ministerio de Cultura.